# Рацон, Менахем
Менахем Рацон (ивр. מנחם רצון‎; 5 августа 1919, Петах-Тиква — 12 ноября 1987, Израиль) — израильский общественный и политический деятель, депутат кнессета 1-го созыва от партии МАПАМ.

## Биография
Родился 5 августа 1919 года в Петах-Тикве, Османская империя (ныне Израиль), в семье Йосефа Рацона и его жены Сары. Работал на цитрусовых плантациях и рабочим, а также экскурсоводом. Был членом рабочего совета Петах-Тиквы.
10 апреля 1951 года стал депутатом кнессета 1-го созыва от партии МАПАМ, вместо ушедшего в отставку Дова Бар-Нира. Включался в список кандидатов партии МАПАМ на выборах в кнессет 1951 года (17 место) и 1955 года (23 место), но не был избран так как партия получала по пятнадцать и двадцать три мандата соответственно.
Умер 12 ноября 1987 года.